# هارفي مورغان
هارفي مورغان (بالإنجليزية: Harvey Morgan)‏ هو سياسي أمريكي، ولد في 18 أغسطس 1930 في الولايات المتحدة. حزبياً، نشط في الحزب الجمهوري.